# Ridderorden in Brunei
Het Sultanaat Brunei is sinds de 14e eeuw steeds min of meer onafhankelijk geweest. In de 19e en 20e eeuw was het een Brits protectoraat. Het is nu onafhankelijk maar er zijn nog steeds Britse troepen gelegerd.
Brunei stelde een groot aantal ridderorden in.
- De Koninklijke Familie-Orde van de Kroon van Brunei (Engels: "Royal Family Order of the Crown of Brunei")
- De Koninklijke Familie-Orde Laila Utama (Engels: "Royal Family Order Laila Utama")
- De Koninklijke Familie-Orde Seri Utama (Engels: "Royal Family Order Seri Utama")
- De Islamitische Religieuze Orde van de Staat Brunei (Engels: "Islamic Religious Order of the State of Brunei")
- De Orde van de Schitterende Trouw (Engels: "Order of Resplendent Loyalty")
- De Orde van Militaire Moed (Engels: "Order of Military Gallantry")
- De Orde van de Held van de Staat Brunei (Engels: "Order of the Hero of the State of Brunei")
- De Orde van de Ster van de Staat van Brunei (Engels: "Order of the Star of the State of Brunei")
- De Orde van Verdienste (Brunei) (Engels: "Order of Merit of Brunei")
- De Orde van de Kroon van Brunei (Engels: "Order of the Crown of Brunei")
- De Orde van Perwira Negara Brunei (Engels: "Order of Perwira Negara Brunei")
- De Orde van de Hoogste Dapperheid (Engels: "Order of Supreme Gallantry")
- De Orde van de Dapperheid (Engels: "Order of Gallantry")
- De Orde van de Dapperheid voor Soldaten (Engels: "Order of Gallantry for Soldiers")